# کاهش خطر فاجعه
کاهش خطر فاجعه (به انگلیسی: Disaster risk reduction) را مجموعه فعالیت‌های کاهش‌دهنده خطر مخاطرات از طریق تحلیل و مدیریت نظام‌مند علل بلایا تعریف می‌کنند. این اقدامات شامل مواردی همچون کاهش مواجهه با مخاطرات، کاهش آسیب‌پذیری مردم و دارایی‌ها، مدیریت هوشمندانه زمین و محیط‌زیست و آمادگی بهینه در برابر وقایع آسیب‌زا می‌شود.